# كولبساوات
الكولبساوات (الاسم العلمي: Colobinae) هي أسرة من الحيوانات تتبع فصيلة سعادين العالم القديم من رتبة الرئيسيات.

## قبائل الكولبساوات
- الكولبساوية
  - الكولبس